# Christopher Duntsch
Christopher Duntsch (ur. 1971) – amerykański chirurg.

## Życiorys
Urodził się w 1971 r. w stanie Montana i wraz z trójką rodzeństwa wychowywał się w zamożnych przedmieściach Memphis. Jego ojciec był fizjoterapeutą, a matka nauczycielką. Początkowo planował zostać zawodnikiem futbolu amerykańskiego, ale nie miał dostatecznych umiejętności, by zrobić karierę zawodniczą. W 1995 r. zdecydował się zostać lekarzem i w 2010 r. ukończył studia medyczne na University of Memphis, a następnie kontynuował naukę, otrzymując tytuły i stopnie lekarz i doktora medycyny. Rezydenturę chirurgiczną odbył na University of Tennessee w Memphis, z czego rok poświęcił na chirurgię ogólną i pięć lat na neurochirurgię. Jeszcze podczas rezydentury zaczął mieć problemy narkotykowe i alkoholowe, dodatkowo brał udział w zbyt małej ilości zabiegów w stosunku do wymaganego minimum. W 2011 r. przeprowadził się do Teksasu, gdzie uzyskał prawo wykonywania zawodu. W ciągu kolejnych dwóch lat operował kolejnych pacjentów, z czego 31 zostało częściowo sparaliżowanych lub doznało innych poważnych obrażeń, a dwoje zmarło, w różnych klinikach. Często zmieniał miejsce pracy, zrażając do siebie innych chirurgów i uciekając przed odpowiedzialnością za popełnione błędy.
Do jego skazania przyczynili się chirurdzy Randall Kirby i Robert Henderson, którzy podejmowali usilne starania, by Duntsch stracił licencję. W 2015 r. Kirby i Henderson wymogli na prokuraturze w Dallas, aby uznać Duntscha za publiczne zagrożenie, a prokurator okręgowa Michelle Shughart doprowadziła do jego skazania w 2017 r. na dożywotnie więzienie.